# 加賀美遠光
加賀美 遠光（かがみ とおみつ）は、平安時代末期から鎌倉時代前期にかけての武将。甲斐源氏の祖・源義光の子の義清の四男（兄の清光の子とする説もあるが実際は猶子とされる）。
加賀美氏の初代であり、武田氏初代武田信義の叔父（あるいは義弟）となる。甲斐国巨麻郡加賀美郷（現在の山梨県南アルプス市の一部）一帯に所在する加々美荘を本領とした。

## 生涯
保元2年（1157年）、同族の新田義重の加冠によって15歳で元服。伝承によれば、承安元年（1171年）に宮中に怪異が起こり、高倉天皇は源氏の弓矢の名手として遠光を召され（当時遠光は滝口武者であったとされる）、鳴弦の術を行わせた。無事に怪異は治まり、遠光は褒賞として不動明王像と近江国志賀郡を下賜されたという。この不動明王像は現在も山梨県南巨摩郡身延町の大聖寺に安置されており、国の重要文化財に指定されている。さらに遠光は特別に「王」の一字を許されたとされ、加賀美氏の家紋は三階菱の中に「王」の字を配している。
治承・寿永の乱に際しては次男の小笠原長清と共に参加し、平家滅亡後の文治元年（1185年）には源頼朝より御門葉の一人として重きを置かれ信濃守に任じられた。以後は頼朝の家臣として活動し、しばしば『吾妻鏡』に記述が見られる。
晩年には衰微していた真言宗の古刹である法善寺を再興。また現在甲府市伊勢に所在する遠光寺（当時は臨済宗であったが、現在は日蓮宗）を創建したほか、遠光創建を伝える寺社も多い。
5人の息子がいるが、長男の秋山光朝は加々美荘から南方の大井荘に進出し、現在の南アルプス市秋山に居館を構え秋山氏を称した。平家嫡流である平重盛の娘を妻としていたため頼朝に滅ぼされたものの、その一族の活動が見られる。次男の小笠原長清は小笠原氏を、三男の南部光行は南部氏の祖となった。四男の光経が加賀美氏を継ぎ、五男の於曽光俊（経行）は奥州合戦の際に軍略で功を立てた。また、娘の大弐局は頼朝の子頼家・実朝2人の養育係を務めている。
一方、鎌倉では弘安8年（1285年）11月17日に安達泰盛・宗景父子が誅殺される霜月騒動が発生し、騒動では小笠原氏や秋山氏、南部氏など加賀美一族が連座している。このため在地においては加賀美一族は衰退し、戦国時代には代わって甲斐守護・武田氏の一族である武田大井氏が台頭する。